# Paola Espinosa
Paola Milagros Espinosa Sánchez (La Paz, 31 luglio 1986) è una tuffatrice messicana.

## Biografia

### Carriera
Ha partecipato in rappresentazione della nazionale del Messico ai Giochi olimpici estivi di Atene 2004, Pechino 2008, Londra 2012 e Rio de Janeiro 2016, vincendo in Cina la medaglia di bronzo e nel Regno Unito la medaglia d'argento nella piattaforma 10 metri sincro.
Espinosa ha vinto la medaglia d'oro nella piattaforma 10 metri ai Campionati mondiali di nuoto 2009.
Ha vinto inoltre un totale di 12 medaglie, di cui ben 8 d'oro, in quattro edizioni dei Giochi panamericani, dal 2003, quando era appena diciassettenne, al 2015.
Ai campionati mondiali di nuoto di Gwangju 2019, ha gareggiato con il marito Iván García nel concorso a squadre misto.

### Vita privata
Ha sposato il tuffatore Iván García, con il quale ha avuto una figlia di nome Ivana, nata nel 2018.

## Palmarès
- Giochi olimpici

Pechino 2008: bronzo nel sincro 10 m.
Londra 2012: argento nel sincro 10 m.
- Mondiali

Barcellona 2003: bronzo nel sincro 3 m.
Roma 2009: oro nella piattaforma 10 m.
Shanghai 2011: bronzo nella piattaforma 10 m.
Gwangju 2019: bronzo nel sincro 3 m.
- Giochi panamericani

Santo Domingo 2003: argento nel sincro 3 m e nel sincro 10 m.
Rio de Janeiro 2007: oro nel trampolino 3 m, nel sincro 3 m e nella piattaforma 10 m e argento nel sincro 10 m.
Guadalajara 2011: oro nella piattaforma 10 m, sincro 3 m e sincro 10 m e bronzo nella piattaforma 10 m.
Toronto 2015: oro nella piattaforma 10 m e nel sincro 3 m e bronzo nel sincro 10 m.
- Giochi centramericani e caraibici

Barranquilla 2018: argento nel trampolino 1 m; argento nel trampolino 3 m;
Mayagüez 2010: oro nel trampolino 1 m; oro nel trampolino 3 m; oro nella piattaforma 10 m;